# Maarjärvi
Maarjärvi är en sjö i kommunen Vemo i landskapet Egentliga Finland i Finland. Arean är 46 hektar och strandlinjen är 6,63 kilometer lång. Sjön  ingår i Skärgårdshavets kustområde, Åland.   Den ligger omkring 47 kilometer nordväst om Åbo och omkring 190 kilometer väster om Helsingfors. 
I sjön finns öarna Maisterinkari, Kissankari och Isoluoto. Nordväst om Maarjärvi ligger Mustavuori. 